# Rime
Rime ( Wylie: ris med; tibetsky 'nediskriminující, bez rozlišování') je název tibetského hnutí směřujícího k odstranění bariér mezi jednotlivými školami ("sektami") tibetského buddhismu. Za jeho hlavní iniciátory jsou považováni v 19. století Džamgön Kongtul Lodö Thajä, Džamjang Khjence Wangpo, Čhogjur Lingpa a Mipham Rinpočhe. Sami se nijak nenazývali, neboť názvem by se již vymezovali vůči někomu jinému. Koncept, že se jednalo o ucelené hnutí, jakož i pojmenování tohoto hnutí názvem rime, pochází až z 20.stol. Pozici "nesektářství" (jak bývá rime v tomto kontextu často překládáno) zastává i současný dalajlama.
K hnutí rime se v současnosti hlásí například buddhistická centra Bodhi Path Žamara Rinpočheho.